# Bowling klub X Osijek
Bowling klub "X" (BK "X"; BK X; X Osijek; X) je muški bowling klub iz Zagreba, Republika Hrvatska. 
 
Klub se natječe redovito u Hrvatskoj bowling ligi. 

## O klubu
Bowling klub "X" je osnovan u svibnju 2011. godine te je jedini bowling klub na području Slavonije. 
 
Klub se redovito natječe u hrvatskim bowling prvenstvima i kupovima te na raznim turnirima. 

## Vanjske poveznice
- gbowling-osijek.com, Bowling klub X
- localgymsandfitness.com, BOWLING KLUB X OSIJEK
- O Bowling Klub X Osijek, facebook stranica
- kuglanje.hr, Bowling klub X - 820007
- kuglacki-savez-os.hr, Bowling klub X
- sportilus.com, BOWLING KLUB X